# Damysos
Damysos – w mitologii greckiej syn Uranosa i Gai, gigant potrafiący bardzo szybko biegać.  Po jego śmierci Chiron wyjął z jego pięty kostkę, aby włożyć ją Achillesowi w miejsce uszkodzonej.